# Таупо (озеро)
Таупо (англ. Taupo) — кратерне озеро на Північному острові в Новій Зеландії. На берегах озера розташоване однойменне місто Таупо.
Таупо найбільше озеро в Новій Зеландії і найбільше прісне озеро в регіоні південної частини Тихого океану і Австралії. Площа — 616 км². Найбільша глибина — 186 м. Найбільша довжина — 44 км. Довжина берегової лінії — 193 км. Площа водозбору — 3 487 км². З озера витікає річка Ваїкато.
Озеро виникло в кальдері супервулкана, яка з'явилася 27 000 років тому.
Популярне місце туризму, відпочину. Щорічно тут відпочивають 1,2 млн осіб.

## Інтернет-ресурси
- Туристична інформація [Архівовано 25 липня 2010 у Wayback Machine.]
- Вебкамери на берегах озера [Архівовано 4 грудня 2010 у Wayback Machine.]
- [Архівовано 11 грудня 2011 у Wayback Machine.]
- Destination Lake Taupo [Архівовано 25 липня 2010 у Wayback Machine.]
- Turangi and Lake Taupo Website [Архівовано 4 лютого 2018 у Wayback Machine.]
- Lake Taupo Webcam
- History and legends of Lake Taupo
- Lake Taupo water quality